# Антонен Рузьє
Антонен Рузьє (фр. Antonin Rouzier; нар. 18 серпня 1986, Сен-Мартен-д'Ер) — французький волейболіст.

## Життєпис

### Досягнення, відзнаки

#### Зі збірною
- чемпіон Європи 2015

#### Клубні
- чемпіон Франції 2011
- володар Кубка Польщі 2013

#### Індивідуальні
- Найкращий гравець першости Європи 2015[6]